# 赵立香
赵立香（1973年3月—），河北滦南人，男，汉族，中华人民共和国政治人物，现任兰州理工大学党委书记。

## 生平
曾任兰州交通大学学生处处长，甘肃团省委副书记、党组成员等职务。2017年4月，任共青团甘肃省委书记、党组书记。
2019年，赵立香外放张掖，出任该市党委副书记，2021年转任张掖市人民政府市长。2024年10月任兰州理工大学党委书记。